# موصل الألياف البصرية

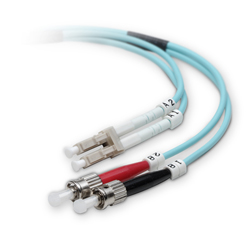
موصلات الألياف الضوئية نوع LC (الاعلي) ونوع ST (الاسفل) ،يوجد في كليهما أغطية واقية في مكانها.

يوضع موصل الألياف الضوئية في نهاية الألياف الضوئية، ويسمح بوصل أو فصل الليف البصري بسرعة أكثر من استخدام اللحام. تقوم الموصلات بربط ومحاذاة نوى الالياف بشكل ميكانيكي حتي يتسنى للضوء المرور. أفضل الموصلات الضوئية هي التي لها فقد قليل جدا بسبب انعكاس الضوء أو بسبب المحاذاة الغير منتظمة. إجمالاً، تم طرح حوالي 100 نوع مختلف من موصلات الألياف البصرية في السوق.

## التطبيقات
تُستخدم موصلات الألياف الضوئية لربط الألياف البصرية التي تتطلب إمكانية التوصيل وفك التوصيل. نظرًا لإجراءات التلميع والضبط التي يمكن ان تتضمن في تصنيع الموصل البصري، غالبًا ما يتم تركيب الموصلات على الألياف البصرية في منشأة التصنيع الخاصة بالمورد. ومع ذلك، يمكن إجراء عمليات التجميع والتلميع في الميدان خارج المنشأة، على سبيل المثال، لإنهاءالمسافات الطويلة التشغيل الطويلة في لوحة الوصلات.
تُستخدم موصلات الألياف الضوئية في بدالات الهاتف، ولتسليك مباني العملاء، وفي تطبيقات خارج المنشأت لتوصيل المعدات وكابلات الألياف الضوئية، أو لتوصيل الكابلات.
يتم تحميل معظم موصلات الألياف الضوئية بنابض، حيث يتم ضغط وجوه الألياف معًا عند التوصيل. التلامس الحاصل بين الزجاج أو البلاستيك لكلا الطرفين يقلل الفقد في الإشارة التي قد تنتج بسبب حدوث فجوة هوائية بين الألياف المتصلة.
يمكن قياس أداء موصلات الألياف الضوئية عن طريق فقد الإدخال وخسارة العودة. قياسات هذه المعاملات قد تم تحديدها في معيار IEC 61753-1. يعطي هذا المعيارخمس درجات لفقدان الإدخال من A (الأفضل) إلى D (الأسوأ)، و M للوضع المتعدد. بالنسبة للعامل الآخر، خسارة العودة، فيأخذ الدرجات من 1 (الأفضل) إلى 5 (الأسوأ).
تتوفر مجموعة متنوعة من موصلات الألياف الضوئية، لكن موصلات SC و LC هي أكثر أنواع الموصلات شيوعًا في السوق. تم تصنيف الموصلات النموذجية لـ 500-1000 دورة تزاوج. الاختلافات الرئيسية بين أنواع الموصلات هي في الأبعاد وطرق الاقتران الميكانيكي. بشكل عام، ستعمل المؤسسات على توحيد نوع واحد من الموصلات، اعتمادًا على المعدات التي يستخدمونها بشكل شائع.
في العديد من تطبيقات مركز البيانات، حلت الموصلات الصغيرة (على سبيل المثال، LC) والمتعددة الألياف (على سبيل المثال، MTP / MPO) محل الأنماط الأكبر والأقدم (على سبيل المثال، SC)، مما يسمح بمزيد من منافذ الألياف لكل وحدة من مساحة الحامل.
قد تتطلب التطبيقات خارج المنشاة وجود موصلات تحت الأرض أو على جدران خارجية أو أعمدة مساعدة. في مثل هذه الظروف، غالبًا ما تستخدم أغلفة واقية والتي تنقسم بشكل عام إلى فئتين: محكم (مغلق) والتنفس الحر. تمنع الأنواع المحكمة دخول الرطوبة والهواء ولكنها تصبح ساخنة إذا تعرضت لأشعة الشمس أو مصادر الحرارة الأخرى. من ناحية أخرى، تسمح الأنواع التي تسمح بالتنفس الحر بالتهوية، ولكنها تسمح بدخول الرطوبة والحشرات والملوثات المحمولة جواً. يعتمد اختيار النوع المناسب على نوع الكابل والموصل والموقع والعوامل البيئية.

## أنواع الموصلات
تم تطوير العديد من أنواع الموصلات الضوئية في أوقات مختلفة ولأغراض مختلفة. تم تلخيص العديد منها في الجداول أدناه.

### الإتصال
الموصلات الحديثة عادة ما تستخدم ليف بصري ذو نهاية مصقولة. يسبب الصغل تحدب في نهاية الليف البصري بحيث تصبح النواة للالياف المارد توصيلها متناسقة المركز ولذلك عندما يتم توصيلها مع بع فإنه يحصل اتصال مباشر.  بعض الشركات المصنعة لها عدة درجات من جودة الصقل، على سبيل المثال موصل FC العادي يمكن صقله ليكون FC / PC، في حين موصلات FC / SPC وFC / UPC قد تتلب صقل ذو جودة عالية أو فائقة الجودةا، على التوالي. درجات التلميع العالية تعطي فقدان إدخال أقل وكذلك فقدان إنعكاس خلفي أقل.
تتوفر العديد من الموصلات مع واجهة الألياف المصقولة بزاوية لمنع الضوء الذي ينعكس من الواجهة من الانتقال للخلف إلى اللألياف. بسبب هذه الزاوية فإن الضوء المنعكس لا يبقى في قلب الألياف ولكنه بدلاً من ذلك يتسرب إلى الغلاف الخارجي. يجب أن توصل الموصلات المصقولة الزاوية فقط مع الموصلات الأخرى ذات الزاوية المصقولة. عادة ما تكون زاوية الصقل في موصلات APC هي 8 درجات، ومع ذلك، يوجد موصلات SC / APC أيضًا مع زواية 9 درجات في بعض البلدان. يؤدي التزاوج مع موصل مصقول بدون زاوية إلى خسارة إدخال عالية جدًا. بشكل عام، الموصلات ذات الزاوية المصقولة لديها خسارة إدخال أعلى من الانواع الجيدة من الموصلات بدون صقل. قد تحقق الموصلات بدون زاوية وفائقة الجودة انعكاسًا خلفيًا مشابهًا للموصل ذي الزاوية عند التوصيل، لكن الاتصال المائل يحافظ على انعكاس منخفض للخلف حتى عند فصل الليف البصري عن الموصل.
تتميز الوصلات المصقولة الزاوية بشكل واضح بصريا باستخدام عطاء تخفيف الإجهاد الاخضر (الضغط) أو جسم الموصل الأخضر. يتم تحديد هذه الأجزاء عادةً عن طريق إضافة "/ APC" (اتصال مادي مائل) إلى الاسم. على سبيل المثال، يعطي موصل FC الاسم FC / APC ، أو ببساطة FCA. قد يتم الإشارة إلى الإصدارات غير ذات الزوايا FC / PC أو بتسميات متخصصة مثل FC / UPC أو FCU للدلالة على التلميع عالي الجودة على وجه نهاية الألياف. يوجد إصداران مختلفان من FC / APC: FC / APC-N (NTT) و FC / APC-R (مخفض). لن يتناسب مفتاح موصل FC / APC-N مع فتحة مفتاح محول FC / APC-R.

### الموصلات القابلة للتركيب في الميدان
تُستخدم موصلات الألياف الضوئية القابلة للتركيب في الميدان لربط كابلات توصيل الألياف الضوئية التي تحتوي على ألياف ذات اشعة احادية. تُستخدم موصلات الألياف الضوئية القابلة للتركيب في الميدان للترميم الميداني وللتخلص من الحاجة إلى تخزين أسلاك توصيل بأحجام مختلفة.
يمكن تقسيم هذه الموصلات إلى فئتين رئيسيتين: تجميعات الموصلات أحادية التوصيل وتجميعات الموصلات متعددة الوصلات. وفقًا لـ Telcordia GR-1081،  مجموعة الموصلات أحادية الوصلة عبارة عن مجموعة موصل حيث توجد نقطة واحدة فقط حيث يتم ربط ألياف مختلفة معًا. هذا هو الوضع الذي يتم العثور عليه بشكل عام عندما يتم تصنيع مجموعات الموصلات من سدادات موصل الألياف الضوئية المجمعة في المصنع. مجموعة الموصلات متعددة الوصلات عبارة عن مجموعة موصل حيث يوجد أكثر من وصلة متقاربة تربط أليافًا مختلفة معًا. مثال على مجموعة الموصل متعدد الوصلات هو مجموعة الموصل التي تستخدم نوع الألياف الجذعية لقابس الموصل.

## السمات
ميزات الموصل المصمم جيدا:
- فقدان الإدراج منخفض
- خسارة عائد عالية (كميات منخفضة من الانعكاس في الواجهة)
- سهولة التركيب
- تكلفة منخفضة
- الموثوقية
- حساسية بيئية منخفضة
- سهولة الاستعمال

## التحليل
- بشكل عام، يجب ألا تتجاوز خسارة الإدخال 0.75 ديسيبل وينبغي أن يكون فقدان العائد أعلى من 20 ديسيبل. تكرار الإدخال المتكرر أي الفرق في خسارة الإدخال بين قابس وآخر، هو 0.2 ديسيبل.
- في جميع الموصلات، يساعد تنظيف الحلقة الخزفية قبل كل اتصال على منع الخدوش وإطالة عمر الموصل بشكل كبير.
- يتم أحيانًا تمييز الموصلات الموجودة على الألياف التي تحافظ على الاستقطاب بغطاء أزرق أو جسم موصل. في بعض الأحيان يتم استخدام أنبوب عازل أزرق على الألياف بدلاً من ذلك.[7]
- تعتبر موصلات الألياف البصرية المقواة (HFOCs) ومحولات الألياف الضوئية المقواة(HFOAs) مكونات اتصالات لاتحتاج إلى طاقة تستخدم في البيئة الخارجية للمنشأة. أنها توفر توصيلات للعملاء من شبكات توزيع الألياف. يمكن توفير هذه المكونات في القواعد المغلقة، [note 1] [8] محطات الإغلاق والمحطات الجوية والمدفونة، أو المعدات الموجودة في مباني العميل مثل مركز توزيع الألياف (FDH) أو وحدة طرفية للشبكة البصرية.

هذه الموصلات، القابلة للنضج في الميدان والتي يتم تقويتها للاستخدام في OSP ، ضرورية لدعم نشر الألياف الضوئية للمباني (FTTP) وخدماتها. تم تصميم HFOCs لتحمل الظروف المناخية الموجودة في جميع أنحاء الولايات المتحدة، بما في ذلك الأمطار والفيضانات والثلوج والصقيع والرياح العاتية والجليد والعواصف الرملية. تتراوح درجات الحرارة المتوقعة −40 °م (−40 °ف) حتى 70 °م (158 °ف) .
تحتوي Telcordia GR-3120  على أحدث المتطلبات العامة للصناعة من HFOCs و HFOAs.

## اختبارات
يتأثر أداء موصل الألياف الزجاجية بكل من الموصل والألياف الزجاجية. تؤثر تفاوتات التركيز على الألياف ونواة الألياف وجسم الموصل. يخضع مؤشر الانكسار الضوئي الأساسي أيضًا للتغيرات. يمكن أن يتسبب الإجهاد في الألياف المصقولة في فقدان عائد زائد. يمكن أن تنزلق الألياف بطولها في الموصل. قد يتم تحديد شكل طرف الموصل بشكل غير صحيح أثناء التلميع. تمتلك الشركة المصنعة للموصل القليل من التحكم في هذه العوامل، لذلك قد يكون الأداء أثناء الخدمة أقل من مواصفات الشركة المصنعة.
يقع اختبار موصل الألياف الضوئية في فئتين عامتين: اختبار المصنع والاختبار الميداني.
أحيانًا يكون اختبار المصنع إحصائيًا، على سبيل المثال، فحص العملية. يمكن استخدام نظام التنميط للتأكد من أن الشكل المصقول العام صحيح، ومجهر بصري جيد للتحقق من الشوائب. يتم فحص أداء فقد الإدخال وفقدان العودة باستخدام شروط مرجعية محددة، مقابل اختبار مرجعي قياسي أحادي النمط، أو باستخدام مصدر متوافق مع التدفق المطوق للاختبار متعدد الأوضاع. قد يمثل الاختبار والرفض (العائد) جزءًا كبيرًا من تكلفة التصنيع الإجمالية.
عادة ما يكون الاختبار الميداني أبسط. يتم استخدام مجهر بصري يدوي خاص لفحص الأوساخ أو الشوائب. يتم استخدام مقياس الطاقة ومصدر الضوء أو مجموعة اختبار الفقد البصري (OLTS) لاختبار الخسارة من طرف إلى طرف، ويمكن استخدام مقياس انعكاس المجال الزمني البصري لتحديد الخسائر الكبيرة في النقاط أو خسائر العودة.

## روابط خارجية
- مرجع موصل الألياف البصرية
- كيفية إنهاء موصلات الألياف البصرية
- عمليات إنهاء موصل الألياف البصرية